# Сражение под Щекоцинами
Сражение под Щекоцинами (польск. Bitwa pod Szczekocinami) или сражение при Равке — сражение прусско-русских войск с главными силами польской армии во время Восстания Костюшко 26 мая (6 июня) 1794 года около села Щекоцины (на реке Пилица, в 70 км от Кракова). Общее руководство со стороны союзников осуществлял Фридрих Вильгельм II, с которым соединились остатки русского гарнизона, отступившие из Варшавы под руководством генерала О. А. Игельстрома, и корпус генерала Ф. П. Денисова.

## Ход сражения

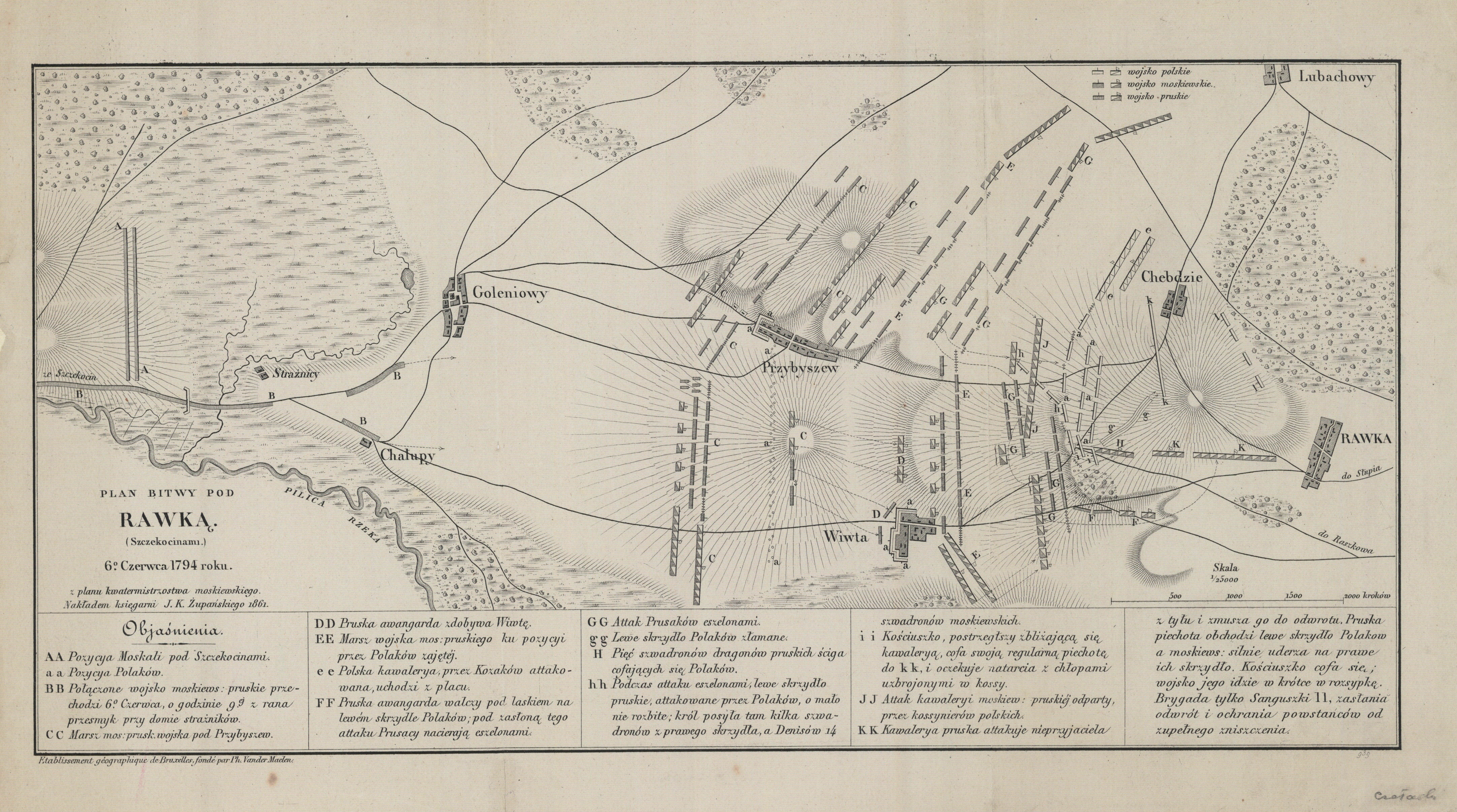
Карта сражения

Видя непропорциональность сил, генералы Адам Пониньский и Евстафий Сангушко посоветовали главнокомандующему польскими войсками генералу Тадеушу Костюшко отступить, но он не последовал их совету, опасаясь неразберихи. План действий пруссаков был основан на использовании подавляющего преимущества в артиллерии.
Значительную часть польского войска составляли вооружённые выпрямленными косами польские крестьяне — косиньеры, которые при поддержке регулярных войск атаковали противника, а затем отбили натиск их кавалерии. Расчет русско-прусского командования, надеявшегося, что крестьяне разбегутся при виде несущихся на них всадников, не оправдался. Образовав строй, поляки успешно отражали атаки кавалерии. Прусские войска были вынуждены отступить. Косиньеры попытались захватить прусскую артиллерийскую батарею из 12 орудий, однако на ровном пространстве были почти полностью перебиты картечью. Донские казаки, в свою очередь, обратили в бегство польских улан и захватили 16 пушек. После нескольких часов кровопролитных боев сражение завершилось поражением польских войск.
Вполне эффективный отход под прикрытием косиньеров оказался успешным, в ходе которого было даже эвакуировано 346 раненых. Попытка преследования русской кавалерии была успешно остановлена в районе Слупи интенсивным огнем польской пехоты. Разбитые польские войска отошли через Оксу, Малогощ, Хенцины, в район Кельце.
Войска Костюшко потерпели поражение, и после поражения под Щекоцинами оперативная инициатива перешла к армиям Пруссии и России. Только восстание, вспыхнувшее в тылу пруссаков помешало им уже в скором времени осадить Варшаву.

## Известные участники сражения
В этой битве на стороне польских повстанцев сражался, в числе прочих, польский историк, этнограф, библиотекарь, переводчик и мемуарист Лукаш Голембиовский.